# 조르주 당통
조르주 자크 당통(프랑스어: Georges Jacques Danton, 문화어: 죠르쥬 당똥, 1759년 10월 26일 ~ 1794년 4월 5일)은 프랑스 혁명기의 정치가이다. 샹파뉴에서 출생한 그는 로베스피에르, 마라와 함께 '프랑스 대혁명의 3거두'라고 불린다.
법률을 공부하여 변호사가 되었다가 혁명이 일어나자 지도자로서 활약하였다. 웅변가로서도 알려졌으며, 특히 “적을 쳐부수기 위해서는 하나에도 용기, 둘에도 용기이다.”라고 한 연설은 유명하다.
1790년 자코뱅당에 가입하여 혁명 재판소를 설치하고 왕당파를 처형하였다. 그러나 로베스피에르와 뜻이 맞지 않는 일이 잦았고 결국 1794년에 전세가 호전되기 시작하자 3월부터 시작된 혁명 세력 내의 중도파, 우파에 대한 탄압 중에 "외국인과 결탁하여 뇌물을 받고 반혁명 세력을 도와 준 혐의"로 혁명 재판을 받고 단두대에서 처형당했다. 향년 35세.

## 생애
1759년, 프랑스 왕국의 샴페인 아루시 쉬르 오브에서 태어났다. 아기였을 때 집의 목장을 기어다니다 황소의 공격을 받고 마마를 앓은 뒤 얼굴에 흉터가 생겼다. 중급 변호사였던 당통의 아버지는 그가 두 살때 세상을 떠났다. 
1770년에 그의 어머니는 곡물 상인과 재혼했다. 1780년에 파리로 나와 법을 배워 변호사가 되었고, 결혼 후엔 1787년 왕실 고문회의의 변호사가 된다. 몬테스큐와 디드로의 저서를 애독했다고 한다.
1789년, 프랑스 혁명이 발발하자 이에 공감하고 참여하여, 자코뱅 클럽에 가입한다. 독특한 존재감을 발휘하여 9월 코르들리에 지구 의장에 뽑혔다. 1790년 4월 코르들리에 클럽을 창설 후 샹 드 마르스의 소동에 휘말려 잠시 영국으로 망명했다.
1791년 말 귀국 후 파리 코뮌의 제2 조역에 선정됐다. 1792년, 민중을 선동하여 왕궁을 습격한 후(8월 10일 사건), 급진파 중 유일하게 지롱드 파 내각 사법 장관으로 기용된다.

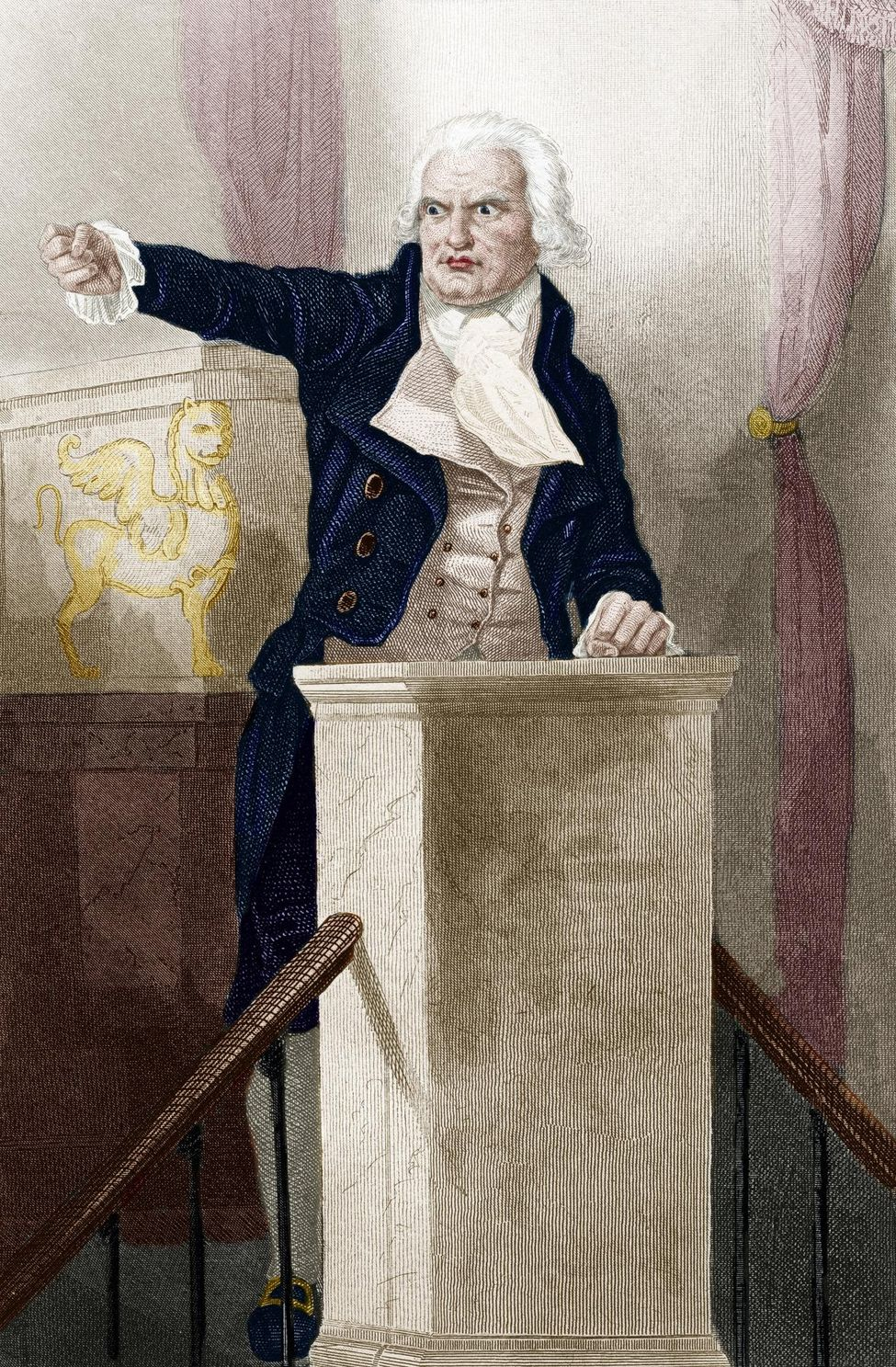
당통의 의회 연설

당시 대외 전쟁에서는 연이어 패전하였고, 9월 2일 베르덩에서 프랑스군이 항복하였다. 주변이 동요하자 "용기가 항상, 용기가 더욱, 용기가 필요하다."로 알려진 유명한 연설을 통해 국민을 고무하였다.
이후 국민 공회 의원으로 당선되었고, 국왕 재판에서 처형에 찬성하였다. 혁명 재판소 및 공안위원회의 설립에도 기여하고 산악 파(몽테뉴파)의 지도자로서의 지위를 확립한다. 지롱드 파와도 접촉하여 당파 싸움을 멈추려고 하였지만, 당통 자신의 비리 의혹과 친구인 장군 샤를 프랑수아 뒤무리에가 오스트리아로 망명하자 궁지에 빠져 총리를 사임했다.
지롱드 파 추방 후 1793년 이후는 당통파(관용파)를 결성하여 공포 정치의 폐지와 반혁명 용의자의 석방을 호소하였으나, 1794년 1월 인도 회사 해산에 따른 청산의 횡령이 발각(인도 회사 사건)되어, 당통파에 속하는 의원이 체포된 사건이 일어났다.
1794년 3월, 자크 르네 에베르가 이끄는 에베르 파의 체포와 처형은 로베스피에르와 협력했지만, 1794년 4 월 로베스피에르는 뇌물수수 혐의로 당통과 카미유 데물랭 등의 당통파를 체포했다.
당통 재판에서 특유의 웅변을 발휘하여, 판사에게 무죄를 설득하였지만, 변론을 방해하는 등의 압력이 가해져 결국 사형 판결을 받았다. 단두대로 나서는 길에서 로베스피에르의 집 앞을 지나다가 "로베스피에르 다음은 귀하의 차례다!"를 외치며 끝까지 당당한 태도로 처형되었다. 그의 나이 33세였다. 마지막 유언은 다음과 같았다.
| “ | 내 머리를 나중에 민중에게 잘 보여 줘라. 이만한 머리는 좀처럼 없어! | ” |

한편 그는 당대에도 왕당파에게서 뇌물을 받고, 왕당파에 혁명파의 정보를 넘겼다는 의심을 받았다.

## 같이 보기
- 9월 학살
- 프랑스 혁명

## 참고 자료
- 이 문서에는 다음커뮤니케이션(현 카카오)에서 GFDL 또는 CC-SA 라이선스로 배포한 글로벌 세계대백과사전의 내용을 기초로 작성된 글이 포함되어 있습니다.